# Helmuth Frauendorfer
Helmuth Frauendorfer (* 5. Juni 1959 in Voiteg, Kreis Timiș, Volksrepublik Rumänien; † 2. Dezember 2024 in Fürth, Bayern) war ein deutscher Schriftsteller und Journalist.

## Leben und Werk
Helmuth Frauendorfer wurde im deutschsprachigen rumänischen Banat geboren. Ab 1965 lebte er in Timișoara und besuchte das Nikolaus Lenau Lyzeum, an dem die meisten Fächer in deutscher Sprache unterrichtet wurden.
Bereits als Schüler veröffentlichte er kleine Texte in der Lokalpresse, worauf der rumänische Geheimdienst Securitate auf ihn aufmerksam wurde. Da er den Literaturkreis Adam-Müller-Guttenbrunn besuchte, in dem auch dissidentische und nicht linientreue Schriftsteller wie Rolf Bossert, Johann Lippet, Herta Müller, Horst Samson, Richard Wagner, William Totok u. a. tätig waren, wollte der Geheimdienst ihn zur Mitarbeit erpressen, was er ablehnte und wodurch er selbst zum Verfolgten wurde.
Dennoch konnte er an der Universität des Westens Timișoara Germanistik und Anglistik studieren und veröffentlichte seit 1979 regelmäßig Texte in den deutschsprachigen Publikationen des Landes. Während des Studiums war er verantwortlicher Redakteur der deutschsprachigen Literaturbeilage einer Studentenzeitschrift, Leiter einer Studenten-Theatergruppe, Mitglied des Literaturkreises Adam-Müller-Guttenbrunn. 1984 veröffentlichte er den Gedichtband Am Rande einer Hochzeit. Zeitgleich setzten erneut Repressalien ein, mit tagelangem Verhör und Prügeln seitens der Offiziere des rumänischen Sicherheitsdienstes wegen „staatsfeindlicher Tätigkeit“.
Es folgte ein Veröffentlichungsverbot. Er arbeitete zunächst als Lehrer und veröffentlichte unter Pseudonym Übersetzungen. 1986 erklärte der Vorsitzende des Rumänischen Schriftstellerverbands ihn zur „persona non grata“. Als Schutz vor noch brutaleren Repressalien erwiesen sich Veröffentlichungen über ihn im Westen und die Aufnahme in den West-Berliner Verband deutscher Schriftsteller.
1987 reiste er aus, lebte zunächst in West-Berlin und begann, sich als Menschenrechtsaktivist zu engagieren. 1988 gründete er zusammen mit anderen ausgereisten Dissidenten und westdeutschen Menschenrechtlern und Politikern (u. a. Petra Kelly) das „Menschenrechtskomitee Rumänien“ in der Heinrich-Böll-Stiftung, dessen hauptamtlicher Koordinator er zeitweilig war. So wurden die Internationalen Aktionstage Rumänien organisiert, und nach dem Sturz des Diktators Nicolae Ceaușescu die erste Internationale Menschenrechtskonferenz in der Universität von Timișoara.
Er veröffentlichte weiter Lyrik, Prosa, Essays, Rezensionen und Berichte in verschiedenen Zeitungen und Zeitschriften, sowie Rundfunkbeiträge. Ab 1991/1992 war er auch als Fernsehjournalist tätig. Ab März 1998 lebte er in Dresden und Berlin, seit Juni 2000 in Leipzig und Berlin als freier Redakteur der MDR-Redaktion Zeitgeschehen für die Magazine Fakt (ARD) und Exakt.
Im April 2010 wurde Frauendorfer Referent für politische Bildung und stellvertretender Direktor der Gedenkstätte Berlin-Hohenschönhausen. Im September 2018 wurde er nach Vorwürfen  wegen angeblich übergriffigen Verhaltens und sexueller Belästigung entlassen. Frauendorfer klagte gegen die Kündigung, die jedoch 2019 durch Urteil des ArbG Berlin und mit Urteil vom 25. September 2020 durch das LAG Berlin-Brandenburg bestätigt wurde. Nicht Gegenstand des Verfahrens war, ob die Vorwürfe sexueller Belästigung zutrafen. Eine Nichtzulassungsbeschwerde beim Bundesarbeitsgericht wurde abgelehnt. Wenige Tage nach Frauendorfers Entlassung wurde auch der Direktor der Gedenkstätte, Hubertus Knabe, vom Stiftungsrat entlassen.

## Auszeichnungen
- 1982: Adam Müller-Guttenbrunn-Förderpreis
- 1989: Preis der Henning-Kaufmann-Stiftung zur Pflege der Reinheit der deutschen Sprache (zusammen mit sieben anderen aus Rumänien stammenden deutschsprachigen Schriftstellern)
- 1992: Preis für die ARD-Reportage „Der Marsch der Kinder“ (TV-Debüt)
- 2. Journalistenpreis der Gewerkschaft Nahrung Genuss-Gaststätten
- 2010: Journalistenpreis des Bundes der Steuerzahler NRW[6]

## Publikationen

### Einzeltitel
- Am Rand einer Hochzeit. Gedichte. Kriterion Verlag, Bukarest 1984.
- Landschaft der Maulwürfe. Gedichte. dipa Verlag, Frankfurt am Main 1990.
- Der Sturz des Tyrannen. Rumänien und das Ende einer Diktatur. Hrsg. zusammen mit Richard Wagner. rororo aktuell, Rowohlt Verlag, Reinbek bei Hamburg 1990.
- Die Demokratie der Nomenklatura. Zur gegenwärtigen Lage in Rumänien. Hrsg. Heinrich-Böll-Stiftung. Köln, 1991.
- Abendweg. Roman, Pop Verlag, Ludwigsburg, 2022.
- Photopoesie Phuerth. Gedichte und Fotos, Pop Verlag, Ludwigsburg, 2024.

### Anthologien
- Ernest Wichner (Hrsg.): Das Wohnen ist kein Ort. Texte und Zeichen aus Siebenbürgen, dem Banat und den Gegenden versuchter Ankunft. die horen, 32. Jg., Bd. 3/1987, Ausgabe 147;
- A. Franck, G. Vesper (Hg.): C’est la vie! Impressionen – Frankreich en passant. rororo panther, Reinbek bei Hamburg 1989;
- Literarischer März 1989, Paul List Verlag, München 1989.
- Wilhelm Solms (Hg.): Nachruf auf die rumäniendeutsche Literatur. Hitzeroth Verlag, Marburg 1990.
- Bahman Nirumand (Hg.): Deutsche Zustände. Dialog über ein gefährdetes Land. rororo aktuell, Rowohlt Verlag, Reinbek 1993.
- Edwin Kratschmer (Hg.): Literatur und Diktatur. Collegium Europaeum Jenense, Heinrich-Böll-Stiftung, Jena/Berlin 1997.

## Filme
- „Der Marsch der Kinder. Auf der Flucht aus Rumänien“, 45-Min.-Reportage, MDR 1992, Erstsendung: 16. April 1992 ARD 20:15 Uhr. – Hierfür den 2. Journalistenpreis der Gewerkschaft Nahrung Genuss-Gaststätten erhalten.
- „Im Zweifel. Für Gewalt?“ Zusammen mit Gerhard Widmer. Coproduktion ORB und RB, 45 Minuten, Erstsendung ARD 8. Februar 1996, 23.00 Uhr.
- „Tränen und Trümmer. Glaube und Hoffnung in Sarajevo“ – 30 Minuten, Erstsendung ORB, 25. Februar 1996.
- „Der Zar von Torgelow. Ein ostdeutscher Unternehmer auf Erfolgskurs.“ Zusammen mit Margarete Wohlan. – 45 Minuten, NDR, Erstsendung 22. Dezember 1997.
- „Der Anfang vom Ende. Reisegruppe 88 in der DDR“ – 30 Minuten, ORB, März 1998
- „USA im Fadenkreuz“, 30 Minuten, ARTE-Themenabend (zusammen mit MDR-Kollegen)
- „Zentrale des Terrors. Das Stasi-Gefängnis Berlin-Hohenschönhausen“, 30 Minuten (zusammen mit Hubertus Knabe), Uraufführung Juni 2004 als Einführungsfilm für die Gedenkstätte Hohenschönhausen, Erstausstrahlung MDR 10. November 2004.
- zahlreiche Magazin-Beiträge u. a. für ARD-Kulturreport, ARD-FAKT, MDR-WIR/exakt, MDR-Windrose, ORB-Klartext
- „An den Rand geschrieben – Rumäniendeutsche Schriftsteller im Fadenkreuz der Securitate“, Filmpremiere 5. Oktober 2010[7]

## Theater
- Heuduftend liegen die Felder vor uns. Gedichtemontage mit Texten rumäniendeutscher Autoren. Zusammenstellung und Inszenierung. Studentenkulturhaus Timișoara, 1980
- Peter Weiss: Wie dem Herrn Mockinpott das Leiden ausgetrieben wurde. Regie zusammen mit Dietmar Zerwes. Studentenkulturhaus Timișoara, 1981
- Das Verhör. Szenische Lesung im Stasi-Gefängnis mit Max Volkert Martens, Sven Riemann und Udo Schenk nach dem Roman Sonnenfinsternis von Arthur Koestler. Bearbeitung und Regie. Uraufführung am 3. September 2005 in der Gedenkstätte Hohenschönhausen, Berlin.